# Blepharella pellucida
Blepharella pellucida là một loài ruồi trong họ Tachinidae.